# Ainda Ontem Chorei de Saudade
"Ainda Ontem Chorei de Saudade" é uma das mais famosas canções de sertanejo raíz da história. Composta por Moacyr Franco, a música foi gravada pela primeira vez pela dupla João Mineiro & Marciano, no álbum João Mineiro & Marciano - Volume 12, de 1988. Lançada como compacto simples para promover o álbum, ela vendeu 1,8 milhões de cópias e levou a dupla ao topo das paradas de sucesso.

## Regravações
"Ainda Ontem Chorei de Saudade" é uma das músicas mais regravadas da história da música brasileira. Abaixo estão alguns artistas que a regravaram:
| Ano  | Artista(s)/Dupla                                                         | Álbum                       | Ref.  |
| ---- | ------------------------------------------------------------------------ | --------------------------- | ----- |
| 2002 | Di Paullo & Paulino                                                      | Só Modão - Ao Vivo          |       |
| 2002 | Rionegro & Solimões                                                      | Ensaio Acústico             |       |
| 2006 | Cezar & Paulinho e Rick & Renner                                         | Amor Além da Vida - Ao Vivo |       |
| 2007 | Edson & Hudson                                                           | Na Moda do Brasil - Ao Vivo |       |
| 2010 | Zezé Di Camargo & Luciano                                                | Double Face                 | [ 4 ] |
| 2011 | Paula Fernandes                                                          | Paula Fernandes: Ao Vivo    |       |
| 2012 | Victor & Leo, Marciano, Chitãozinho & Xororó e Zezé Di Camargo & Luciano | Ao Vivo em Floripa          |       |
| 2014 | Leonardo e Eduardo Costa                                                 | Cabaré                      |       |
| 2014 | Michel Teló e Zezé Di Camargo & Luciano                                  | Bem Sertanejo               |       |
| 2015 | João Neto e Frederico                                                    | Só Modão II                 |       |
| 2016 | Chitãozinho & Xororó e Bruno & Marrone                                   | Clássico                    |       |

## Prêmios, indicações e inclusões em "Listas de Melhores"
| Ano  | Prêmio/Lista                                           | Fonte                                    | Resultado   | Ref.  |
| ---- | ------------------------------------------------------ | ---------------------------------------- | ----------- | ----- |
| 2011 | As 10 maiores músicas sertanejas de todos os tempos    | Blog Universo Sertanejo, de André Piunti | 2a Posição  |       |
| 2015 | As 78 melhores músicas caipiras de todos os tempos     | Cultura Caipira Blog!                    | 68a posição | [ 5 ] |
| 2015 | 10 clássicos sertanejos que não podem faltar nos Shows | Site FM Hits                             | 4a Posição  | [ 6 ] |